# Linsöverstrålning

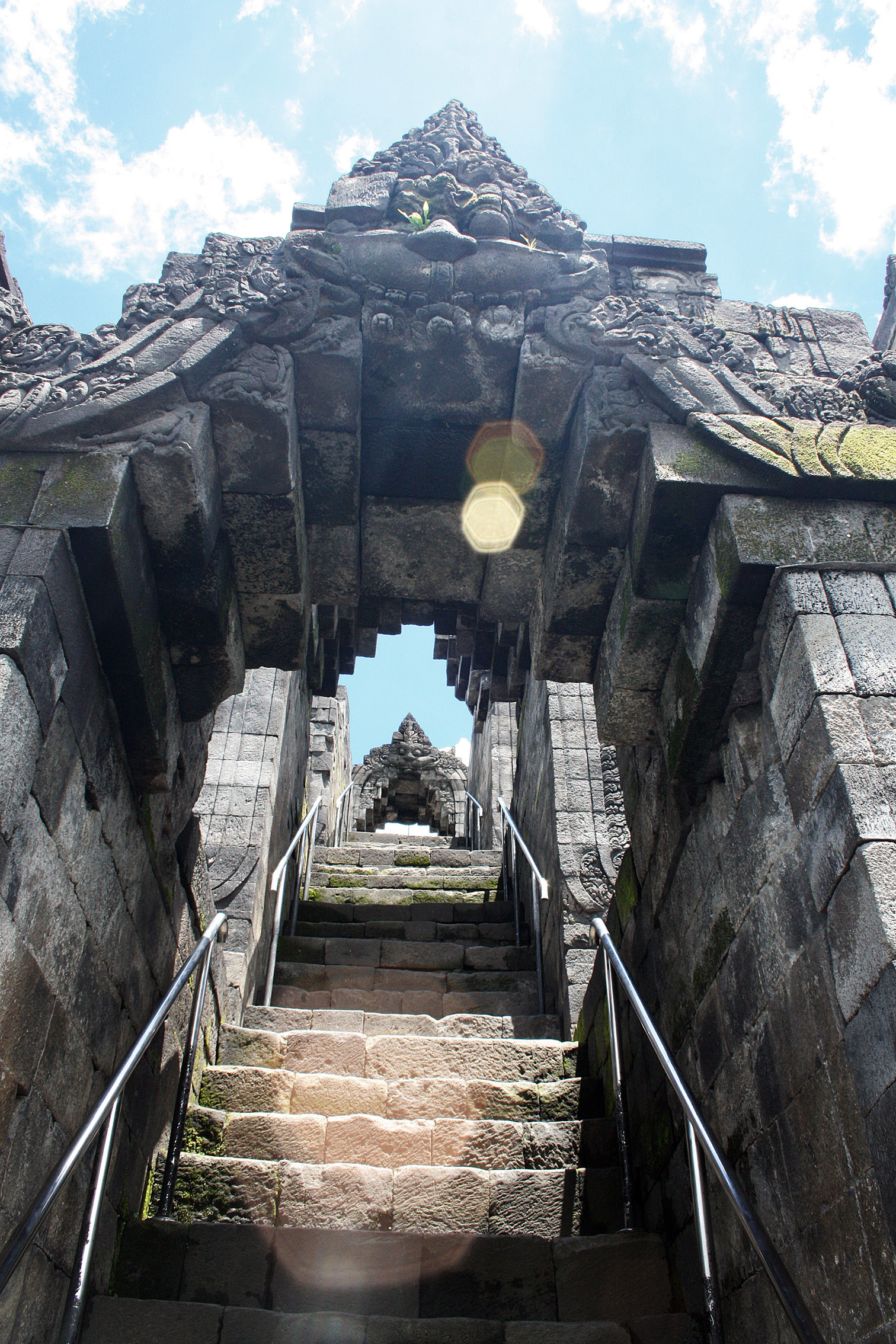
Linsöverstrålning i en bild från Borobudur, Indonesien.

Linsöverstrålning är ett optiskt fenomen som uppstår då en stark ljuskälla, till exempel solen, bryts i en lins och skapar en bild av ljuskällan. Linsöverstrålning kan uppfattas som en störning av bilden, men kan också användas som konstnärlig effekt.

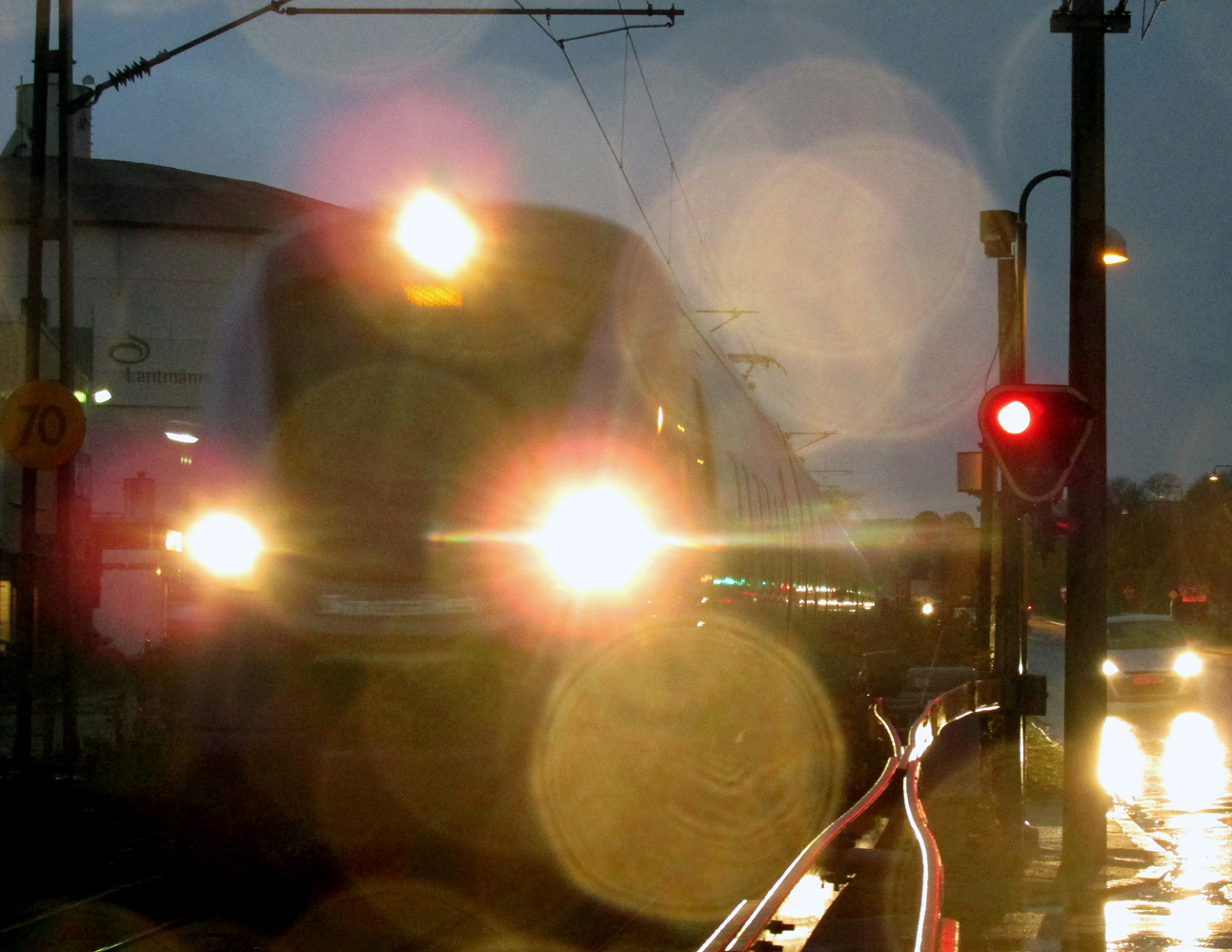
Exempel på linsöverstrålning orsakat av motljus från flera strålkastare. I bilden syns även ett flertal så kallade orber. I detta fall sannolikt vattendroppar nära kameran som blir upplysta av de starka strålkastarna.